# Глорія Віктіс Меморіал

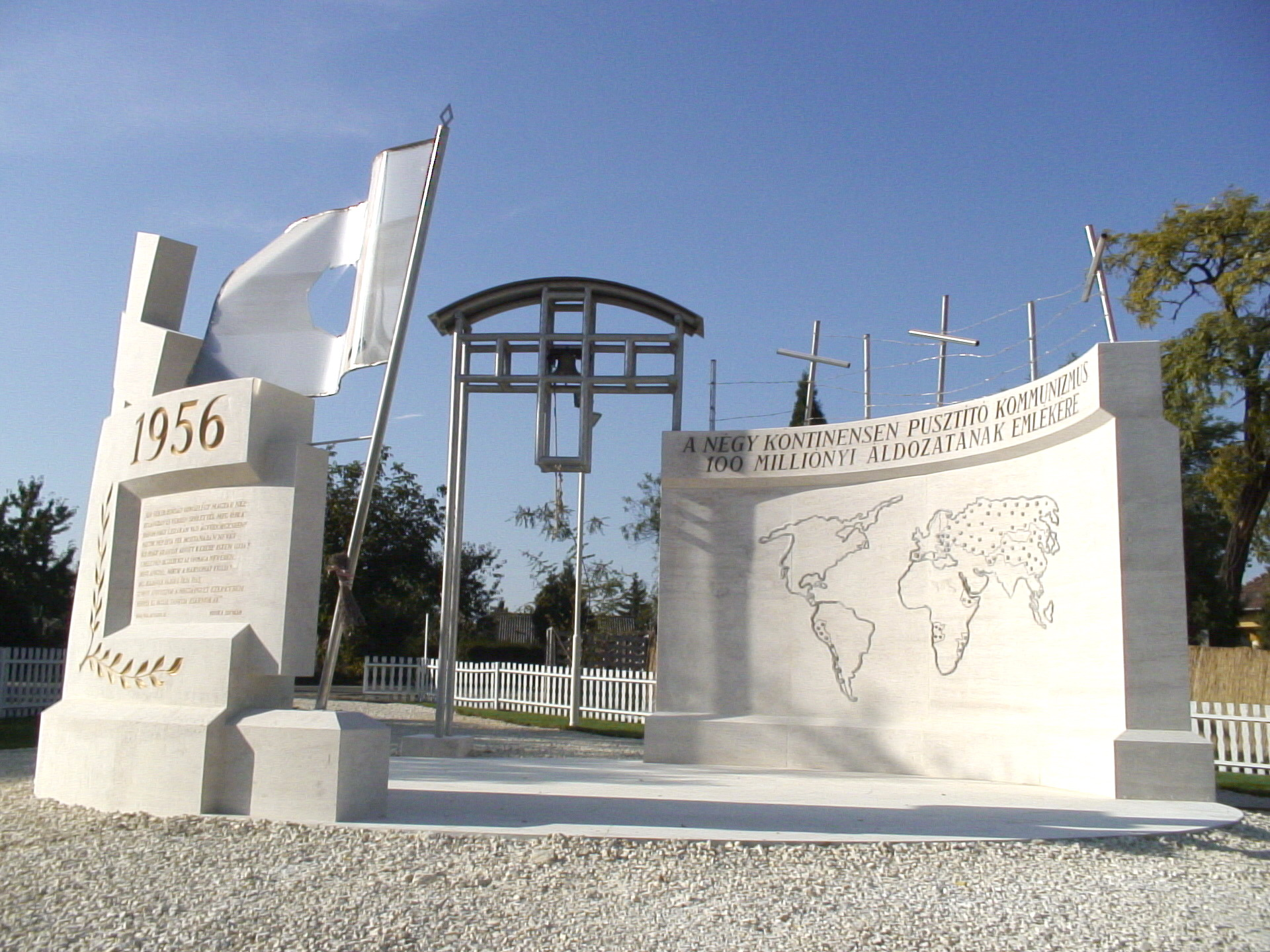
Меморіал

У північно-східній околиці Будапешта поряд з містом Чемер на сільському кладовищі знаходиться меморіальний комплекс фонду Глорія Віктіс, де відкрито пам'ятний знак на честь 100 мільйонів жертв комунізму.

## Відданість

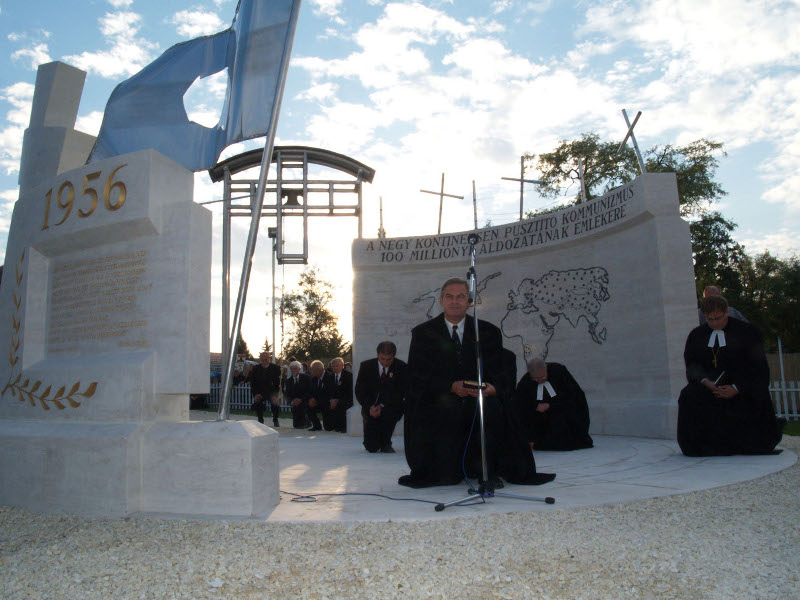
Освячення меморіалу

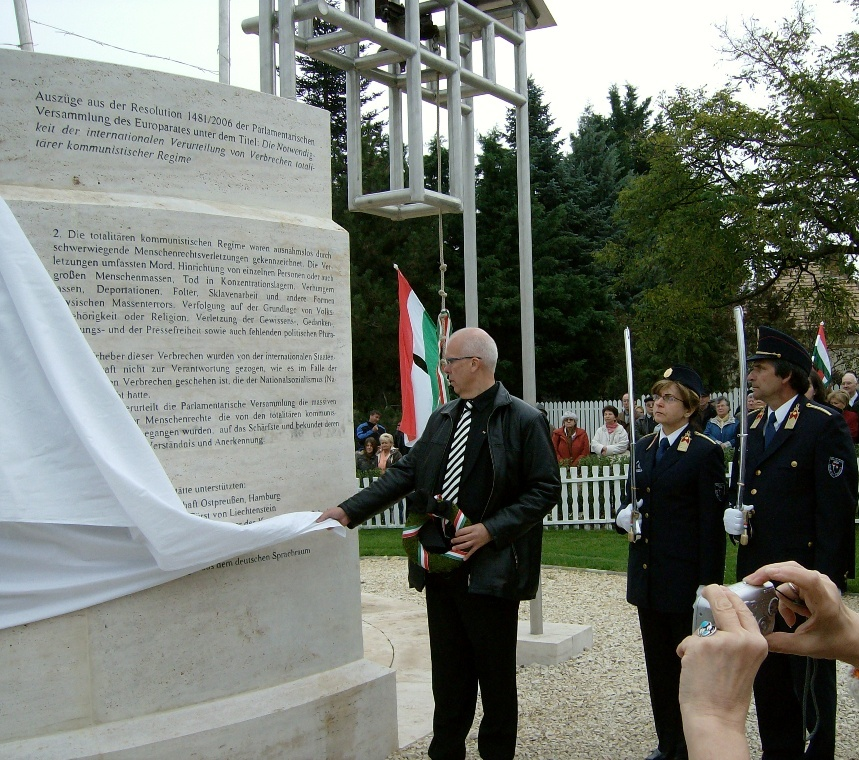
Горан Лінблад передає текст рішення 1481/2006

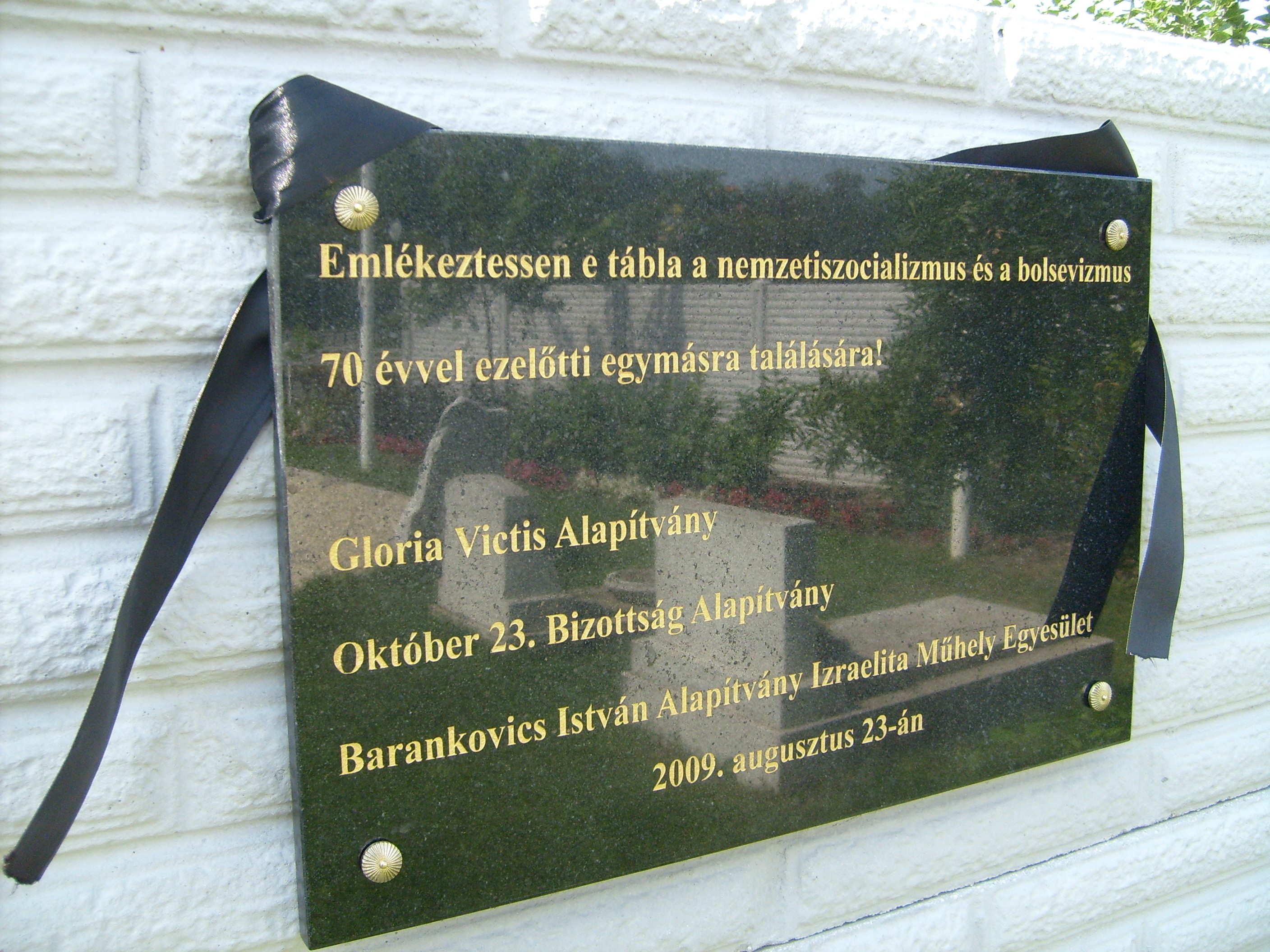
Пам'ятний знак про пакт націонал-соціалізму та більшовизму у 1939 році

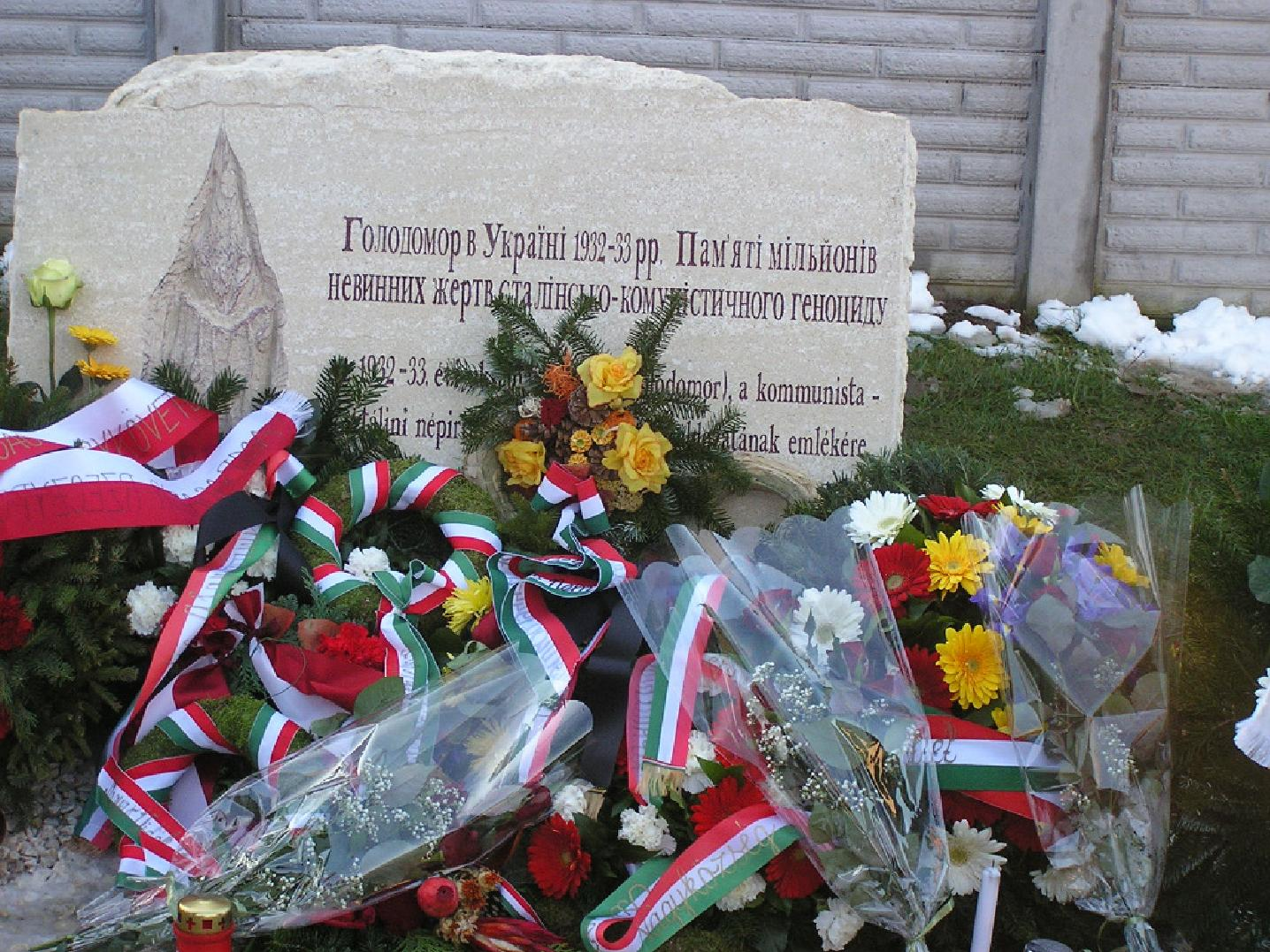
Меморіальна плита Голодомору

Меморіальний комплекс відкрито 21 жовтня 2006 року на честь 50-ти річчя революції 1956 року. Такого плану меморіальний комплекс відкрито вперше у світі. На урочисто освяченому, благословенному місті поряд із іншими учасниками промову мав Тьокеш Ласло та Реінер Епельман. Церемонія проходила під патронатом Орбана Віктора.

## Опис
Меморіальний комплекс збудовано безпосередньо біля могил трьох угорських солдат. У центральній частині розташований меморіал роботи Віга Яноша [Архівовано 24 червня 2021 у Wayback Machine.]. На «світовій стіні» з каменю у формі півкола у вигляді розгорнутої карти з чотирма континентами видніються свинцеві розетки, які візуально пояснюють масштаби трагедії. На стіні меморіалу видніється корабель з прапором, флагман, що символізує угорську революцію 1956 року, події якої вперше пробили пробоїну в бетонній стіні світового комунізму. У жовтні 2008 року Парламентською Асамблеєю Ради Європи на трьох мовах було вирізьблено на зворотному боці «світової стіни» 1481/2006[недоступне посилання з липня 2019] про необхідність міжнародного засудження злочинів, скоєних тоталітарними комуністичними режимами. Ініціаторами резолюції були швед Горан Лінблад та болгарин Лачезар Тошев. За останні роки меморіальний комплекс поповнився пам'ятними знаками з мармуру на вшанування пам'яті Голодомору, що встановила українська меншина Угорщини, пам'ятним знаком про Пакт Молотова- Ріббентропа,  Катинським жертвам, жертвам циганам та євреям Угорщини.
Засновником меморіального комплексу є Фонд Глорія Віктіс [Архівовано 13 листопада 2012 у Wayback Machine.].